# Брат 2
«Брат 2» — российская криминальная драма 2000 года режиссёра Алексея Балабанова с Сергеем Бодровым-младшим в главной роли.
Фильм является прямым продолжением фильма «Брат», вышедшего тремя годами ранее.
Бывший военный Данила Багров сохраняет верность светлым идеалам, несмотря на лихие повороты жизни. Лучший друг обратился к нему за помощью, из-за чего Даниле приходится отправиться в Америку, чтобы выручить его. В дорогу с собой он берёт своего старшего брата Виктора, роль которого, как и в прошлом фильме, исполняет Виктор Сухоруков.
Первоначальный прокат фильма оказался не слишком удачным. Сборы составили около 1,7 миллиона долларов при бюджете в 1,5 миллиона. Фильм получил преимущественно положительные отзывы от критиков. Они отмечали отличную игру актёров, глубину сюжета и реализацию образов России и США. Особое внимание было уделено музыке картины. Саундтрек состоит из песен российских и зарубежных исполнителей, которые идеально подчеркивают эмоциональное состояние героев и атмосферу фильма. «Брат 2» стал неотъемлемой частью российской культуры и оказал сильное влияние на развитие отечественного кино.
24 марта 2022 года фильм был выпущен в повторный прокат в России.

## Сюжет
Москва, 1999 год. Данилу Багрова и его однополчан приглашают поучаствовать в съёмке телепередачи Ивана Демидова «В мире людей» на телеканале «ТВ-6», посвящённой героям Чеченской войны. В коридорах останкинского телецентра Данила встречает певицу Ирину Салтыкову, но не узнаёт в ней знаменитость, поскольку совсем не слушает поп-музыку, предпочитая русский рок (в частности, группы Nautilus Pompilius и ДДТ). После передачи Данила отдыхает со своими друзьями в бане, где один из них — Константин Громов, уроженец Киева, работающий охранником в «Николаевском банке» — сообщает о проблеме, возникшей у его брата-близнеца Дмитрия Громова, хоккеиста НХЛ: американский бизнесмен Ричард Мэннис, первоначально согласившийся защитить спортсмена от украинской мафии в США, сейчас при помощи кабального контракта забирает почти все деньги, которые тот зарабатывает. У Мэнниса есть финансовые интересы в России, из-за которых он как раз сейчас приехал в Москву для встречи с руководителем «Николаевского банка» Валентином Белкиным. Константин просит Белкина поговорить с американцем, говоря, что если Белкин не поможет, то он сам с ним поговорит. Белкин упоминает в беседе с Мэннисом хоккеиста, но тот уклончиво говорит, что всё в порядке. Тогда Белкин даёт указание помощникам «разобраться» с Константином, чтобы он не вмешивался и не портил его отношения с Мэннисом, но те, неправильно поняв своего шефа, убивают Константина. Данила, выполняя последнюю просьбу своего боевого товарища, спасшего ему жизнь, решает помочь его брату-близнецу. Для этого ему нужно поехать в США и заставить американского бизнесмена вернуть брату убитого друга заработанные им деньги.
Чтобы получить информацию о Мэннисе, нужно выйти на Белкина, но он хорошо заботится о своей безопасности и поэтому рядом с ним всегда много охраны. Третий друг Данилы по Чечне (Илья Сетевой, работающий в музее) с помощью краденых баз данных, купленных у знакомого хакера, добывает информацию о месте жительства Белкина и гимназии, в которой учится его сын. После этого Данила и Илья покупают у чёрного археолога по кличке Фашист МР-38 и гранаты времён Великой Отечественной войны.
Тем временем к Даниле в Москву приезжает его брат Виктор. После событий первой части он вернулся в родной городок и стал милиционером, но такая жизнь ему скучна (также как и Даниле в прошлом фильме): он стал много пить и пренебрежительно высказываться о брате. Мать чувствует всё это и постоянно ругается с Виктором. Увидев по телевизору передачу с участием Данилы, мать думает, что тот чего-то добился в жизни, и предлагает Виктору отправиться в Москву, чтобы встретиться с братом. После встречи Данила предлагает поехать в Америку вместе, на что Виктор без вопросов соглашается. Для визита к Белкину Виктор с Ильёй угоняют автомобиль. В гимназии, где учится сын Белкина Федя, проводится праздник — День гимназиста. Праздник открывается стихотворением, которое читает Федя. Данила приходит на этот праздник, представившись охраннику старшим братом Феди, а в самой школе — новым учителем русского языка, и увлекает Белкина на разговор в кабинет якобы для подписания спонсорского контракта. Там Данила допрашивает Белкина, наставив на него автомат, но тот полностью сваливает вину на американца. Данила требует дать всю информацию о Мэннисе, и Белкин вкратце рассказывает о бизнесе Ричарда, включая торговлю наркотиками и снафф-видео, заказанными в России, и характеризует его как крайне алчного человека. Данила, проникшись стихотворением, которое читал Федя, и не желая лишать его отца, оставляет Белкина в живых.
Ирина Салтыкова заинтересовывается Данилой. Образ жизни известной певицы Даниле кажется слишком разгульным, поведение — самовлюблённым, а её музыку он считает ненастоящей, но тем не менее между Данилой и Ириной развиваются любовные отношения.
Белкин предупреждает Мэнниса об опасности, рассказывая ему про инцидент с Данилой, и посылает его фотографию. Одновременно банкир пытается отыскать самого Данилу, привлекая для этого службу безопасности и свои преступные связи. Бандиты отправляются по известным им местам пребывания Данилы, но друзья, предчувствуя это, покидают музей, забрав экспонируемый пулемёт Максима, и отправляются на квартиру к Салтыковой. Находясь у Ирины и узнав от её телохранителя Бориса о засаде, Данила вступает в бой с бандитами у подъезда и вместе с братом пытается уйти от погони. Убедившись, что оторваться от преследователей невозможно, они заманивают их в один из дворов, где Виктор расстреливает джип с бандитами из пулемёта. Затем они уходят, бросив гранату в угнанную Ильёй машину.
Заручившись помощью друзей Ильи, Данила и его брат подпольно получают заграничные паспорта с визами и летят в США в разные города (Виктор — в Чикаго, Данила — в Нью-Йорк). Из-за этого их упускают и посланные Белкиным бандиты, и украинская мафия в США, которой тоже поручили поймать Багрова. Данила вначале говорит Салтыковой, что едет в Тульскую область, затем — что он якобы находится в Бирюлёве, и прослушивающие телефон Салтыковой бандиты отправляются по ложному следу.
В Чикаго в ожидании брата Виктор развлекается на экскурсии по гангстерским местам Чикаго, распивает на улице спиртные напитки. Проходящий полицейский делает ему замечание и пытается арестовать, но Виктор отбирает у него пистолет и деньги, а когда тот пытается по рации вызвать подмогу, попросту нокаутирует полицейского. Данила прилетев в Нью-Йорк, едет на Брайтон-Бич, где за 500 долларов покупает машину (Cadillac DeVille Coupe 1975), но та ломается, проехав чуть более 100 километров (на границе штата Пенсильвания). Данила вынужден добираться до Чикаго автостопом, его подбирает шофёр-дальнобойщик Бен Джонсон. В Чикаго Данила случайно знакомится с русской проституткой Дашей по кличке Мэрилин.
Упустив Данилу, охрана Белкина наконец узнаёт, кто такой Виктор. Белкин делает предположение, что Багров послал вместо себя киллера, и отправляет фото старшего Багрова Мэннису. Украинская мафия ищет Виктора.
Данила прибывает в Чикаго без машины, без оружия и почти без денег. Желая поговорить с Дашей, он идёт в «чёрный квартал», но попадает в полицию из-за драки с людьми сутенёра, которые затребовали деньги за услуги проститутки. Выйдя из полиции, Данила решает добраться до Мэнниса в одиночку — он наблюдает за принадлежащим ему ночным клубом, оценивает охрану и внутренние помещения, узнаёт время приезда бизнесмена. Найдя Дмитрия Громова, Данила узнаёт у него адрес офиса. Дмитрий сдержанно реагирует на известие о гибели брата и отказывает Даниле в помощи, крове и деньгах. Данила находит приют у ведущей программы теленовостей Лизы Джеффри, сбившей его на перекрёстке (попутно вступив с ней в половую связь), а потом — в недостроенном здании. Найдя Дашу, Данила просит её организовать встречу с торговцем оружием. При помощи самодельного оружия (самопала) он ранит торговца в лицо и завладевает Cobray M11/9. Затем в Дашиной квартире он убивает её сутенёра и сопровождавших его чернокожих бандитов, явившихся отомстить за ограбление торговца. После этого Данила вместе с Дашей наконец встречают Виктора; сидя у костра, герои обсуждают жизнь — Даша без особого восторга рассказывает о своих годах, проведённых в США: Данила предлагает Даше лететь домой в Россию: Виктор же, наоборот, восхищён Америкой и теми порядками, которые в ней царят. Беседа прерывается конфликтом с местными чернокожими бомжами.
На следующее утро Данила приходит в клуб «Метро» и прячет оружие в сливном бачке унитаза. Вечером во время концерта группы «Би-2» он достаёт пистолет и заходит в помещение, контролируемое бандой, убивая по пути охранников. Перепуганный директор клуба отдаёт Даниле все деньги из сейфа и решив что Данила просто грабитель, говорит что больше денег нет — все деньги у Мэнниса в офисе. Но сам Мэннис в этот вечер не приехал в клуб. Данила с Дашей идут к его офису. Для того, чтобы проникнуть в здание, минуя главный вход, Данила преодолевает несколько десятков этажей по пожарной лестнице, наговаривая стишок о Родине, услышанный в гимназии в Москве. Добравшись до кабинета Мэнниса, Данила убивает охранников на этаже и партнёра Мэнниса, с которым тот играл в шахматы, и после короткого диалога требует у него деньги Дмитрия Громова. Отобранные деньги Данила возвращает Дмитрию — брату погибшего друга. Дмитрий сдержанно благодарит за разрешение проблемы, которая следовала за ним все годы, проведенные в Америке, и заговаривает про набежавшие проценты. Данила говорит Дмитрию, что он очень похож на брата.
Всё это время в Москве Белкину звонит его партнёр, обеспокоенный обрывочными, но тревожными новостями о расстреле бандитов Белкина, об отъезде в США некоего киллера из Санкт-Петербурга, и интересуется всё ли у него в порядке. Белкин каждый раз заверяет что свои проблемы он решает сам. Но Константин Алексеевич при личной встрече ударив кулаком по столу заявляет что такими деньгами не рискуют и, возможно срывает реализацию задуманного Белкиным и Мэннисом проекта.
Такси с Данилой и Дашей останавливается у полицейской линии, один из зевак рассказывает, что некий русский явился в украинский ресторан и перестрелял местную мафию. Полицейские, окружившие здание, идут на штурм и выволакивают Виктора. Тот радостно кричит, что сдаётся и остаётся жить в Америке. Полицейский штаб передаёт ориентировку с описанием внешности Данилы и Даши всем постам. Данила и Даша являются на квартиру к Лизе Джеффри, откуда Данила звонит Бену и просит о помощи. Тот отвозит их на лимузине в аэропорт под видом пассажиров первого класса, специально для этого одевшихся в дорогую одежду. Даниле и Даше, намеренно опоздавшим, удаётся быстро пройти процедуры и сесть на самолёт, который сразу же вылетает в Москву.

## В ролях
| Актёр               | Роль |
| ------------------- | --- |
| Сергей Бодров-мл.   | Данила Багров                                                                                           |
| Виктор Сухоруков    | Виктор Багров, брат Данилы, милиционер, бывший киллер по кличке «Татарин» (озвучивание: Алексей Полуян) |
| Александр Дьяченко  | Константин Громов / хоккеист Дмитрий Громов                                                             |
| Сергей Маковецкий   | Валентин Эдгарович Белкин, банкир                                                                       |
| Кирилл Пирогов      | Илья Сетевой, друг Данилы                                                                               |
| Дарья Лесникова     | Даша, проститутка по кличке «Мэрилин»                                                                   |
| Гари Хьюстон        | Ричард Мэннис                                                                                           |
| Ирина Салтыкова     | в роли самой себя                                                                                       |
| Рэй Толер           | Бен Джонсон, дальнобойщик                                                                               |
| Александр Карамнов  | Борис, телохранитель Салтыковой                                                                         |
| Константин Мурзенко | археолог-оружейник по кличке «Фашист»                                                                   |
| Иван Демидов        | камео, ведущий программы «В мире людей»                                                                 |
| Аркадий Зерский     | продавец Куйбышев                                                                                       |
| Татьяна Захарова    | мать братьев Данилы и Виктора                                                                           |
| Ирина Рахманова     | первая девушка в бане                                                                                   |
| Инна Капнулина      | вторая девушка в бане                                                                                   |
| Егор Пазенко        | следователь в отделении милиции, допрашивающий Данилу                                                   |
| Андрей Савостьянов  | Константин Алексеевич Румяный (кредитор Белкина)                                                        |
| Иван Кокорин        | хакер, подделывающий документы                                                                          |

| Актёр               | Роль                                       |
| ------------------- | ------------------------------------------ |
| Александр Робак     | мужчина у джипа, читающий стихотворение    |
| Алексей Гришин      | бортпроводник                              |
| Милтон Виллер       | сутенёр                                    |
| Тони Смит           | торговец оружием                           |
| Павел Шолянский     | украинский мафиозо («бандеровец»)          |
| Олег Комаров        | охранник в школе                           |
| Роман Токарь        | нью-йоркский таксист                       |
| Константин Желдин   | московский таксист                         |
| Владимир Кузьмицкий | охранник                                   |
| Дмитрий Орлов       | бандит («Салтыкова клёвая...»)             |
| Александр Наумов    | Хакин, начальник службы безопасности банка |
| Дарюс Каспарайтис   | камео                                      |
| Алексей Морозов     | камео                                      |
| Андрей Николишин    | камео                                      |
| Яромир Ягр          | камео                                      |
| Дмитрий Умецкий     | камео                                      |
| Валдис Пельш        | камео                                      |
| Леонид Якубович     | камео                                      |
| Лиза Джеффри        | камео                                      |

Озвучивание
- Алексей Полуян — Виктор Багров (Виктор Сухоруков)
- Наталья Данилова — Даша, она же Мэрилин (Дарья Лесникова)
- Роман Агеев — Борис, телохранитель Салтыковой (Александр Карамнов)
- Юрий Стоянов — нью-йоркский таксист (Роман Токарь)[9]
- Нина Усатова — мать Данилы и Виктора (Татьяна Захарова)
- Евгения Игумнова — диктор

## Съёмочная группа
| Автор сценария и режиссёр-постановщик | Алексей Балабанов                                  |
| Продюсер                              | Сергей Сельянов                                    |
| Оператор-постановщик                  | Сергей Астахов                                     |
| Композитор                            | Вячеслав Бутусов                                   |
| Художники-постановщики                | Александр Гиляревский, Деба Джин Грей, Джуи Кропсш |

## Съёмки
- Интерьер дома банкира Белкина — это усадьба Горки. Гимназия, где учится его сын, — здание Международного фонда славянской письменности и культуры (и экстерьер, и интерьеры). Николаевский банк — здание НИИ киноискусства в Дегтярном переулке. Подвал Фашиста снаружи — это дворы у Хитровской площади.
- Квартиру Ирины Салтыковой действительно снимали в квартире певицы, с предельной осторожностью[10].
- Зарубежные сцены фильма снимались в нью-йоркском районе Брайтон-Бич (Маленькая Одесса, англ. Little Odessa)[11] и в украинском районе-достопримечательности Чикаго[12][13][14] под названием Украинская деревня (англ. Ukrainian Village)[15]. При этом концерт группы «Би-2», со слов самих участников группы, снимался уже после монтажа остального фильма в Санкт-Петербурге в театре имени Ермоловой, который находится в Москве[16].
- По словам исполнительницы роли Мэрилин, актрисы Дарьи Юргенс, «в Москве съёмки порой было значительно сложнее устроить, чем в Америке», а часть американских сцен и вовсе были сняты без разрешения, нелегально[17].
- Интерьер полицейского участка, куда приводят избитого Данилу, снимали в настоящем полицейском участке в пригороде Чикаго Блю Айленд. Полицейского, ведущего допрос, сыграл настоящий полицейский (роль переводчика при этом исполнил актёр)[10].
- В Чикаго Данила ждёт Виктора на скамейке у разводного моста по Уобаш-авеню, напротив Семнадцатой сайентистской церкви Христа, знаменитого памятника модернизма.
- Автомобиль банкира Белкина — чёрный австрийский кабриолет Steyr 220 1938 года выпуска. Голубой Cadillac Coupe Deville, купленный Данилой в Нью-Йорке, съёмочная группа действительно приобрела в Нью-Йорке за 1 000 долларов. Автомобиль дальнобойщика Бена — классический Peterbilt 379 (известен также как один из обликов Оптимуса Прайма). Во время съёмок большегрузом управлял сам актёр Рэй Толер, впоследствии вспоминавший эти съёмки как тяжелейшие в жизни[18].
- В ноябре 2017 года интернет-издание Colta.ru опубликовало большое интервью вдовы Сергея Бодрова-младшего Светланы, которое она дала Катерине Гордеевой. По её словам, телевизионный журналист и бывший коллега актёра Александр Любимов едва не сорвал работу над фильмом. Изначально сцена, в которой Багров приходит со своими друзьями Ильёй и Костей в телецентр «Останкино» и затем даёт вместе с ними интервью, должна была сниматься в студии программы «Взгляд». По сценарию, Любимов должен был появиться в ней в роли ведущего, сыграв самого себя. Он пообещал помочь создателям картины с организацией съёмок, но потом неожиданно отказался от участия в проекте за день до этого и не предоставил им студию. В конечном итоге данный эпизод было решено снять в студии программы «В мире людей» телеканала «ТВ-6», а в роли ведущего согласился выступить другой сотрудник телекомпании ВИD Иван Демидов[19]. Бодрова так характеризует поступок Любимова[19]:

Это была месть [Бодрову]. Мелкая, гадкая, которая больше всех ранила Лёшу [Балабанова]
- Светлана Бодрова также приняла участие в съёмках фильма в качестве режиссёра программы «В мире людей» за пультом.
- В фильме есть эпизод, когда Данилу сбивает автомобиль, за рулём которого находится американка (Лиза Джеффри). При съёмках этой сцены требовалось остановить автомобиль в точно определённом месте, однако при пробах водитель никак не мог добиться этого. Тогда оператор Сергей Астахов смоделировал этот эпизод следующим образом: автомобиль стоял на месте, движение автомобиля налево было сымитировано движением кинокамеры направо. Бодров в момент «столкновения» с автомобилем как бы натыкался на него и падал на капот. В момент «наезда» люди приподнимали сзади стоящий на месте автомобиль, чтобы его капот просел вниз, как при резком торможении. Достоверность момента была достигнута за счёт движения самого Бодрова и работы оператора с камерой[20].
- Перед съёмкой драки в «чёрном» гетто режиссёр попросил троих темнокожих актёров бить сильнее, чтобы всё выглядело натурально. В результате у Сергея Бодрова были сломаны два ребра[21].

## Прокат
Фильм, при всём своём успехе, не покрыл расходов на производство за счёт проката в кинотеатрах. На создание было потрачено более миллиона долларов, а в прокате было выручено 600 тысяч. Основную кассу в то время делали продажи на видеокассетах. По сведениям ведущих оптовых компаний, фильм занял первое место среди пятидесяти самых продаваемых видеофильмов в 2000 году, опередив большое количество высокобюджетных блокбастеров.
Премьерный показ на российском телевидении состоялся 10 декабря 2000 года на телеканале РТР.
На английском языке фильм вышел под названиями The Brother 2 (интернациональное английское название), Brother II (в Австралии), On the Way Home («По дороге домой»: английское название в Канаде).
На 17 апреля 2022 года по данным компании «Бюллетень кинопрокатчика» фильм в повторном прокате собрал 35,82 миллиона рублей или 347 тысяч долларов США при количестве зрителей 139 тысяч.

## Отзывы и оценки
Фильм получил одобрительные отзывы критиков. О нём писали:
- «Балабанов снимает так, как только и нужно снимать: будто мы и правда живем в здоровой стране, выпускающей по 150 фильмов в год» (Михаил Брашинский, «Афиша»[26]),
- «Действительно правильный и зрелищный боевик. Причем настоящий и оригинальный российский боевик» (Алекс Экслер[27]).

По мнению философа Секацкого Данила Багров и дилогия Балабанова в целом «стали точкой кристаллизации новой государственности».
Не столь восторженно о «Брате 2» отзывается Сергей Кудрявцев в книге «3500 кинорецензий»: он считает, что Балабанов намеренно упростил образ Данилы Багрова, погнавшись за народной популярностью героя.

## Фестивали и награды
- 2000 — ОРКФ «Кинотавр» — номинация на Главный приз «Золотая роза».
- 2000 — Официальный сайт фильма «Брат-2» получил диплом 1-го Российского конкурса киноресурсов в Интернет, проводимого совместно Российской Академией Интернета и Медиа-Форумом Московского Международного Кинофестиваля.
- 2000 — Группа «Би-2» за саундтрек к фильму, композицию «Полковнику никто не пишет» получила премию «Золотой граммофон» Русского радио.
- 2001 — Официальный сайт фильма «Брат-2» получил Национальную Интернет Премию в номинации «Представление культурного события».
- 2001 — Участие на Фестивале Свободы (Freedom Film Festival) в Санта-Монике[30][31].
- 2001 — Композиция «Полковнику никто не пишет» группы «Би-2» попала на первую пятёрку лучших песен года по версии журнала Fuzz в марте 2001 года[32]. При этом на самой церемонии лучшей была признана другая песня, вошедшая в саундтрек к фильму — песня Вячеслава Бутусова «Гибралтар-Лабрадор».
- 2013 — Показ фильмов «Брат» и «Брат-2» на фестивале «Нашествие»[33].
- 2014 — Премьерный показ оцифрованной копии фильма «Брат-2» на втором фестивале короткометражного кино «Короче»[34].

## Дополнения фильма

### Документальные
- 2000 — телепрограмма «Намедни. Наша эра» — «Брат-2».
- Документальный полнометражный фильм «Как снимался „Брат-2“», режиссёры и сценаристы Владимир Непевный и Тобин Обер.
- Документальный фильм о создании обоих фильмов — «Брат. Фильм о фильме: 10 лет спустя» (2007).
- Любительский документальный фильм «Брат-2 — 20 лет спустя» (2019).
- "20 лет «Брату-2». Фильм-воспоминание. (2020).

### Игры
- Компьютерная игра «Брат 2: Обратно в Америку»[35].
- Java-игра для мобильного телефона — «Брат-2: Данила возвращается (Russian Mafia)», 2009 год.

### Комикс
В сентябре 2022 года издательский дом Bubble Comics выпустил сборник комиксов «Брат. 25 лет» к 25-летию фильма. Презентация книги прошла в Москве, Санкт-Петербурге и Екатеринбурге. На 167 страницах собраны истории о Даниле Багрове и других известных и новых персонажах, некоторые из них выражают авторский взгляд на сюжет. Один из художников проекта — Андрей Васин, работавший над комиксами «Игорь Гром» и «Бесобой».

## Стихотворения из фильма
- В начале фильма мужчина у джипа на камеру декламирует стихотворение Михаила Лермонтова «Нет, я не Байрон, я другой…» (1832).
- Стихотворение «Родина», автором которого указан В. Орлов[38], было опубликовано в 1999 году в учебнике по интегрированному курсу русского языка для 1 класса[39], однако ещё в 1987 году оно было опубликовано в журнале «Колобок» с несколько иным содержимым и другим указанием авторства: автор Николай Курилов, перевод с юкагирского Михаила Яснова[40].

## Цензура
Государственное агентство Украины по вопросам кино в 2015 году запретило фильм к показу на территории страны в связи с тем, что он, по мнению экспертов ведомства, содержит сцены, «которые являются унизительными для украинцев по национальному признаку, а также из-за некорректности демонстрации этого фильма во время агрессии на востоке страны», несмотря на наличие в саундтреке песен украинских групп из Ивано-Франковска («Ла-Манш») и Львова («Океан Ельзи»), которые не посчитали его таковым.
7 июня 2020 года российский «Первый канал» в воскресном эфире заменил финальные титры фильма, во время которых звучит песня группы «Наутилус Помпилиус» «Гудбай, Америка», на кадры протестов в США. После титров начался эфир еженедельной программы «Время».
В марте 2025 г. телеканал "Дом кино" заблюрил афиши рок-группы «ДДТ» во время показа фильма «Брат 2». Лидер «ДДТ» Юрий Шевчук публично осудил вторжение в Украину, из-за чего в России многие концерты группы были отменены.

## Возможное продолжение
После выхода второй части Балабанов в своих интервью отказывался от съёмок третьей части, считая, что история Данилы Багрова себя изжила и необходимо двигаться в новом направлении. Также предполагалось, что будет лучше убить Данилу Багрова в третьей части, чтобы не продолжать историю.

На основе «Брата» можно хоть сериал запустить. Но Серёжа вырос — не только из этого образа, он вообще вырос, сам стал режиссёром, причём режиссёром хорошим. Поэтому и он не хочет больше играть эту роль, и мне неинтересно придумывать новые жизненные перипетии Данилы Багрова. Всё. История закончена.— Алексей Балабанов
Сергей Бодров-младший в дальнейшем сам занялся режиссурой и в его ближайшие планы не входило сниматься в продолжении. Однако полностью он не исключал такую возможность.

У нас в Интернете есть свой чат, и вот там люди постоянно спрашивают: «А будет ли „Брат-3“? Согласитесь ли вы сниматься в „Брате-3“?» Мы с продюсером Сельяновым долго думали над тем, как отвечать на подобные вопросы и в итоге нашли достаточно уклончивый, но тем не менее, ответ: «Поживём — увидим». Поэтому… Ну кто знает?— Сергей Бодров-младший
В 2014 году Сухоруков заявлял о желании снять фильм «Брат-3» и посвятить его памяти Балабанова и Бодрова.

Я принёс Лёше массу идей, вплоть до того, что придумал возвращение своего героя, как его спасают мексиканцы из американской тюрьмы и он в нефтяном траулере возвращается в Петербург. Перепачканный мазутом, вылезает из бочки с соляркой, сверкая белыми зубами, говорит: «Ну, здравствуй, родина!». Я придумал сюжет, где брат вот-вот должен появиться. Говорил Алексею: «Представь себе, что мы ищем его, а он вдруг мелькнул в окне, завернул за угол, а к финалу появится живой Бодров». Это были мои мечты. Алексей их не принял. Но я стою на том, чтобы продолжить эту историю уже в память о Балабанове и о Серёжке Бодрове.— Виктор Сухоруков
Принять участие в съёмках третьей части был согласен и оператор Сергей Астахов. «Если бы был третий, — сказал он, — то я бы поучаствовал, хотя бы в память о ребятах, которые погибли. Думаю, что это было бы им своеобразным памятником».
В 2019 году в СМИ появлялась информация о том, что шоумен Стас Барецкий намерен снять «Брата-3» с Дианой Шурыгиной. Барецкий, по его словам, вёл переговоры с рядом скандально известных артистов. Его планы вызвали возмущение у поклонников «Брата» и «Брата-2»; звучали даже требования запретить съёмки. В конце концов идея Барецкого так и осталась нереализованной.
В 2021 году начались съёмки фильма «Брат 3» (режиссёр — Валерий Переверзев). Несмотря на название, с фильмами Балабанова он сюжетно не связан. Его премьера состоялась 1 февраля 2024 года.
В июне 2022 года Валерий Переверзев заявил, что идея Барецкого по поводу своего «Брата-3» оказалась «подлым фейком», который вышел из-под контроля, что заставило многих зрителей запутаться, кто какой фильм снимает. В ответ в ноябре 2023 года Барецкий в интервью news.ru раскритиковал идею фильма Переверзева, потому что нельзя снимать третью часть брата без участия Бодрова. При этом Стас Барецкий отметил, что сам дальше планирует снимать «Жмурки-2», а свою идею по поводу «Брата-3» больше не упоминал.

## Культурное влияние
- В видеоигре Cyberpunk 2077 есть прямые отсылки к фильму. А именно, монолог Багрова в кабинете Мэнниса, а также диалог Даши и Лизы[52].

## Пародии
- В 2000 году вышел пародийный новогодний фильм «Сестра-3» от создателей юмористического шоу «О.С.П.-студия». По сюжету, съёмочная группа приступила к съёмкам нового фильма, но из-за недостаточного финансирования снять полноценный фильм не удалось, и для увеличения хронометража в него вставили интервью знаменитостей, рассказывающих свои впечатления о фильме и концертные нарезки с популярными музыкантами, которые, в свою очередь, пародировали концерт «Брат-2. Живьём в Олимпийском». В фильме в шутливой манере пародируются известные эпизоды и «крылатые фразы» фильма «Брат-2». Вместо Данилы Багрова главная роль отведена доярке Татьяне, ведущей борьбу с марсианами. Роли исполнили: Татьяна Лазарева, Сергей Белоголовцев, Михаил Шац, Павел Кабанов, Андрей Бочаров, Борис Моисеев, Отар Кушанашвили, Александр Олейников, Валдис Пельш, Виктор Мережко, Иван Охлобыстин, Иван Демидов, Леонид Якубович, Юлий Гусман. Показан фильм был по каналу «ТВ-6»[53][54].
- В том же 2000 году Леонид Каганов опубликовал в журнале «Огонёк» пародийный «Сценарий фильма Брат-3»[55].
- В феврале 2001 года фильм был спародирован в программе «Куклы» на канале «НТВ»[56].
- Фильм был спародирован в одном из выпусков программы «Осторожно, модерн! 2»[57].
- Фильм неоднократно пародировался в программе «КВН»[58].
- Фильм был спародирован в веб-сериале «Внутри Лапенко»[59].

## Видеоверсия на Youtube
- Брат 2 (рус.) на YouTube